# Blair Lee I
Blair Lee I (Silver Spring, 1857. augusztus 9. – Norwood, 1944. december 25.) az Amerikai Egyesült Államok szenátora (Maryland, 1914–1917).